# Starcross (jeu vidéo)
Starcross est un jeu vidéo de fiction interactive conçu par Dave Lebling et publié par Infocom à partir de 1982 sur Amiga, Apple II, Atari 8-bit, Atari ST, Commodore 64, Commodore Plus/4, MS-DOS, TRS-80 et TI-99/4A. Il est le premier jeu développé par Infocom  à avoir pour thème la science-fiction et une des premières fictions interactives sur ce thème,. Le joueur y incarne un voyageur interstellaire se retrouvant sur un gigantesque vaisseau extra-terrestre en très mauvais état. Le jeu s’est vendu à plus de 90 000 exemplaires.